# Championnats d'Europe de natation 1927
Navigation
Édition précédente Édition suivante
La 2e édition des Championnats d'Europe de natation se déroule du 31 août au 4 septembre 1927 à Bologne en Italie. Le pays accueille pour la première fois cet événement organisé par la Ligue européenne de natation. Trois disciplines de la natation — natation sportive, plongeon et water-polo — figurent au programme, composé de 16 épreuves. C'est la première année que les femmes peuvent concourir.

## Tableau des médailles
| Rang  | Nation             | Or | Argent | Bronze | Total |
| ----- | ------------------ | -- | ------ | ------ | ----- |
| 1     | Allemagne          | 5  | 5      | 6      | 16    |
| 2     | Suède              | 4  | 2      | 1      | 7     |
| 3     | Pays-Bas           | 3  | 2      | 0      | 5     |
| 4     | Royaume-Uni        | 2  | 2      | 1      | 5     |
| 5     | Royaume de Hongrie | 1  | 2      | 1      | 4     |
| 6     | Autriche           | 1  | 0      | 2      | 3     |
| 7     | France             | 0  | 2      | 0      | 2     |
| 8     | Italie             | 0  | 1      | 2      | 3     |
| 9     | Belgique           | 0  | 0      | 2      | 2     |
| 10    | Tchécoslovaquie    | 0  | 0      | 1      | 1     |
| Total | Total              | 16 | 16     | 16     | 48    |

## Natation

### Tableau des médailles en natation
| Rang  | Nation             | Or | Argent | Bronze | Total |
| ----- | ------------------ | -- | ------ | ------ | ----- |
| 1     | Suède              | 4  | 1      | 0      | 5     |
| 2     | Allemagne          | 3  | 3      | 5      | 11    |
| 3     | Pays-Bas           | 3  | 2      | 0      | 5     |
| 4     | Royaume-Uni        | 1  | 2      | 1      | 4     |
| 5     | Royaume de Hongrie | 0  | 2      | 1      | 3     |
| 6     | Italie             | 0  | 1      | 0      | 1     |
| 7     | Autriche           | 0  | 0      | 2      | 2     |
| 8     | Belgique           | 0  | 0      | 1      | 1     |
| 8     | Tchécoslovaquie    | 0  | 0      | 1      | 1     |
| Total | Total              | 11 | 11     | 11     | 33    |

### Résultats

#### Hommes
| Épreuve         | Or                                                                                         | Argent                                                               | Bronze                                                                     |
| Nage libre      |                                                                                            |                                                                      |                                                                            |
| 100 m libre     | Arne Borg (SWE) 1 min                                                                      | István Bárány (HUN) 1 min 3 s 20                                     | August Heitmann (GER) 1 min 4 s 40                                         |
| 400 m libre     | Arne Borg (SWE) 5 min 8 s 60                                                               | Herbert Heinrich (GER) 5 min 15 s 80                                 | Václav Antoš (TCH) 5 min 16 s 60                                           |
| 1 500 m libre   | Arne Borg (SWE) 19 min 7 s 20                                                              | Giuseppe Perentin (ITA) 21 min 50 s 40                               | Joachim Rademacher (GER) 22 min                                            |
| Dos             |                                                                                            |                                                                      |                                                                            |
| 100 m dos       | Eskil Lundahl (SWE) 1 min 17 s 40                                                          | Aladár Bitskey (HUN) 1 min 17 s 60                                   | Gustav Frölich (GER) 1 min 17 s 80                                         |
| Brasse          |                                                                                            |                                                                      |                                                                            |
| 200 m brasse    | Erich Rademacher (GER) 2 min 55 s 40                                                       | Wilhelm Prasse (GER) 2 min 58 s                                      | Louis Van Parijs (BEL) 2 min 59 s 60                                       |
| Relais          |                                                                                            |                                                                      |                                                                            |
| 4 × 200 m libre | Allemagne August Heitmann Joachim Rademacher Friedel Berges Herbert Heinrich 9 min 49 s 60 | Suède Åke Borg Aulo Gustafsson Eskil Lundahl Arne Borg 9 min 50 s 20 | Hongrie Geza Szigritz Rezső Wanié András Wanié István Bárány 10 min 3 s 60 |

#### Femmes
| Épreuve         | Or                                                                                     | Argent                                                                         | Bronze                                                                          |
| Nage libre      |                                                                                        |                                                                                |                                                                                 |
| 100 m libre     | Marie Vierdag (NED) 1 min 15 s                                                         | Joyce Cooper (GBR) 1 min 15 s 10                                               | Lotte Lehmann (GER) 1 min 16 s 10                                               |
| 400 m libre     | Marie Braun (NED) 6 min 11 s 80                                                        | Marion Laverty (GBR) 6 min 13 s 60                                             | Fritzi Löwy (AUT) 6 min 21 s                                                    |
| Dos             |                                                                                        |                                                                                |                                                                                 |
| 100 m dos       | Willy den Turk (NED) 1 min 24 s 60                                                     | Marie Braun (NED) 1 min 26 s 20                                                | Phyllis Harding (GBR) 1 min 30 s                                                |
| Brasse          |                                                                                        |                                                                                |                                                                                 |
| 200 m brasse    | Hilde Schrader (GER) 3 min 20 s 40                                                     | Lotte Mühe (GER) 3 min 25 s 20                                                 | Hedy Bienenfeld (AUT) 3 min 27 s                                                |
| Relais          |                                                                                        |                                                                                |                                                                                 |
| 4 × 100 m libre | Royaume-Uni Marion Laverty Elizabeth Valerie Davies Ellen King Joyce Cooper 5 min 11 s | Pays-Bas Truus Klapwijk Willy den Turk Marie Braun Marie Vierdag 5 min 11 s 60 | Allemagne Lotte Lehmann Anni Rehborn Marianne Schmidt Reni Erkens 5 min 12 s 80 |

## Water-polo
| Épreuve | Médaille d'or | Médaille d'argent | Médaille de bronze |
| Hommes  | Hongrie       | France Paul Dujardin, Noël Delberghe, Albert Deborgies, Henri Padou, Henri Cuvelier, Félix Vandevenne, Achille Tribouillet | Belgique           |

## Plongeon
| Épreuve         | Médaille d'or            | Médaille d'argent        | Médaille de bronze  |
| Hommes          |                          |                          |                     |
| Tremplin de 3 m | Ewald Riebschläger (GER) | Edmund Lindmark (SWE)    | Luciano Gozzi (ITA) |
| Haut vol à 10 m | Hans Luber (GER)         | Ewald Riebschläger (GER) | Ezio Selva (ITA)    |
| Femmes          |                          |                          |                     |
| Tremplin de 3 m | Klara Bornett (AUT)      | Lini Söhnchen (GER)      | Hanni Rehborn (GER) |
| Haut vol à 10 m | Isabelle White (GBR)     | Irène Savolon (FRA)      | Eva Olliwier (SWE)  |